# Santo António (São Tomé och Príncipe)
Santo António är den största staden på ön Príncipe i São Tomé och Príncipe. Staden var kolonins huvudstad mellan 1753 och 1852 och ligger vid nordvästkusten och Palhotafloden. Den fungerar som residensstad för både Príncipe provinsen och Pagué distriktet och har en uppskattad befolkning på ungefär 1 200 invånare. 
Staden är känd för sin koloniala arkitektur och sina kyrkor, den största katolska kyrkan byggdes 1947.